# Kommandant rückwärtiges Armeegebiet
Der Kommandant rückwärtiges Armeegebiet, oft auch einfach abgekürzt als Korück bezeichnet, war während des Zweiten Weltkrieges eine Dienststelle  bei den Armeeoberkommandos des Heeres der deutschen Wehrmacht. Im militärischen Sprachgebrauch stand „Korück“ aber nicht nur für die entsprechende Dienststelle, sondern gewöhnlich auch für das gesamte rückwärtige Armeegebiet, das dieser Dienststelle unterstellt war, oft auch für den gesamten Truppenverband dieser Dienststelle.
Jedes rückwärtige Armeegebiet war durch eine Nummer gekennzeichnet. Beispielsweise erstreckte sich nach dem Überfall auf die Sowjetunion „Korück 582“ im Hinterland der 9. Armee (AOK 9) zur Zeit seiner größten Ausdehnung auf etwa 27.000 Quadratkilometer mit mehr als 1500 Dörfern um Wjasma. Die Truppenverbände in Korück 582 hatten eine Personalstärke von 1700 Mann.
Der Korück war für die Sicherung der Nachschubwege und die „Befriedung“ des besetzten Gebietes zuständig. Zu diesem Zweck waren ihm meist eine Sicherungsdivision, Landesschützen-Bataillone, Feld- und Ortskommandanturen und Feldgendarmerie-Einheiten sowie Einheiten der Geheimen Feldpolizei unterstellt. Auch die frontnahen Kriegsgefangenenlager (Dulag) wurden gewöhnlich den Korücks unterstellt.
Die Aufgaben der Korücks wechselten mit der Lage des Krieges. Während des Rückzuges der Wehrmacht hatte beispielsweise Korück 594 in Italien die Aufgabe, „in allen großen Orten Kampfkommandanturen und auf allen Hauptrückzugsstraßen Straßenkommandanturen zu bestimmen. Die Kampfkommandanturen haben allein die Verantwortung für die Verteidigung der Orte und die geregelte Durchführung von Räumen und Rückzugsbewegungen und haben hierzu diktatorische Vollmachten. Sie haben die Pflicht, alle Mittel rücksichtslos gegen alle Personen einzusetzen, um ihre Aufgabe zu erfüllen. Ihr allgemeiner Auftrag ist: Verteidigung der betr. Ortschaft bis zuletzt, Ausschöpfung aller Möglichkeiten hierzu, einsetzen auch des letzten deutschen Kämpfers, verhindern, daß Paniken entstehen.“